# Wilhelm Claus
Pour les articles homonymes, voir Claus.

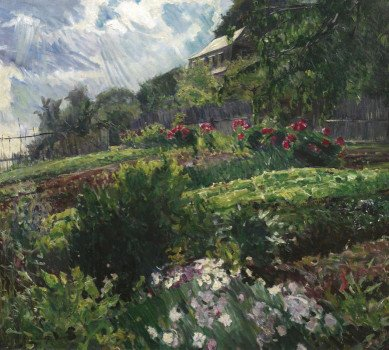
Jardin sur les prairies de l'Elbe près de Dresde, 1909.

Wilhelm Claus, né le 22 septembre 1882 à Breslau et mort le 23 juin 1914 à Paris, est un peintre et graphiste impressionniste. 

## Biographie
Claus étudie à l'académie des arts de Königsberg ainsi qu'à l'académie des Beaux-Arts de Munich sous Ludwig von Löfftz et à l'École supérieure des beaux-arts de Dresde sous Eugen Bracht. À partir de 1905, Wilhelm Claus  séjourne à Dresde et au Lößnitz et à partir de 1910 il habite dans la maison du Grundhof à Niederlößnitz. Il est ami du peintre Karl Kröner (en) (1887-1972), qui vit dans la maison jusqu'en 1972, ainsi qu'avec le peintre Paul Wilhelm (de) (1886-1965). Wilhelm Claus est membre du Deutscher Künstlerbund.
Claus est inclus dans le catalogue de la première exposition de la Freie Secession à Berlin en 1914. La même année, il reçoit une bourse pour Paris, où il meurt de la fièvre typhoïde peu avant son 32e anniversaire.
Beaucoup de ses œuvres tardives avec des motifs du Lößnitz sont aujourd'hui perdues. Une collection de ses œuvres se trouve actuellement au Stadtmuseum Bautzen, d'autres œuvres sont accrochées dans les Collections nationales de Dresde/Galerie Neue Meister.
Un portrait photographique de Claus, créé en 1908 par Hugo Erfurth, se trouve au musée Folkwang depuis 1979.